# Kanton Gap-Sud-Est
Kanton Gap-Sud-Est (fr. Canton de Gap-Sud-Est) je francouzský kanton v departementu Hautes-Alpes v regionu Provence-Alpes-Côte d'Azur. Tvoří ho pouze jihovýchodní část města Gap.